# Tephritis duguma
Tephritis duguma är en tvåvingeart som beskrevs av Dirlbek 1975. Tephritis duguma ingår i släktet Tephritis och familjen borrflugor.
Artens utbredningsområde är Pakistan. Inga underarter finns listade i Catalogue of Life.